# Le Poisson-scorpion
Ne doit pas être confondu avec Pterois volitans.
Le Poisson-scorpion est un récit de voyage de Nicolas Bouvier, dans lequel l'auteur raconte son séjour de neuf mois (mars à novembre) passé à Ceylan, en 1955. Il lui aura fallu un peu moins de trois décennies pour terminer son livre, publié en 1982 et récompensé la même année par le prix des Critiques.

## Historique d'écriture
Tout comme L'Usage du monde (1963), Japon (1967) et Chronique japonaise (1975), cet ouvrage nait du voyage que l'auteur entreprend entre 1953 et 1956, de Genève au col du Khyber à travers l'Anatolie et l'Afghanistan, puis en descendant l'Inde vers Ceylan pour ensuite atteindre le Japon. 

## Résumé
Ce récit d'un séjour dans « l'île des démons », est celui d'une descente aux enfers dans laquelle l'auteur frôle la folie et la déraison. Épuisé par son périple et malade (paludisme, amibiase, jaunisse), Nicolas Bouvier est contraint de séjourner sur cette île dont il ressent la géographie comme un enfermement. Seul, à bout de ressources financières et psychologiques et assommé par cet enfer de chaleur qui tue toute initiative, l'auteur va passer plusieurs mois dans cette ancienne colonie anglaise avec comme seuls compagnons, l'armada d'insectes qui partagent sa chambre.
Écrit comme un exorcisme avec une précision de miniaturiste, ce récit raconte, non sans un certain humour, la déchéance d’un « pauvre petit lettreux baisé par les Tropiques ».

## Éditions
- Le poisson-scorpion (1982), éditions Gallimard, Folio, 1996
- Œuvres, 1428 pages, 252 illustrations, Gallimard, coll. Quarto, 2004